# Прочено
Прочено (італ. Proceno) — муніципалітет в Італії, у регіоні Лаціо,  провінція Вітербо.
Прочено розташоване на відстані близько 110 км на північний захід від Рима, 45 км на північний захід від Вітербо.
Населення — 562 особи (2014).
Щорічний фестиваль відбувається неділі серпня. Покровитель — Sant'Agnese.

## Демографія
Населення за роками:

Станом на 1 січня 2023 року в муніципалітеті офіційно проживало 57 іноземців з 19 країн, серед них 13 громадян країн Євросоюзу та 5 громадян України.

## Сусідні муніципалітети
- Аккуапенденте
- Кастелл'Аццара
- П'янкастаньяіо
- Сан-Кашіано-дей-Баньї
- Сорано